# Druid skamieniały
Druid Skamieniały – obraz polskiego malarza Leona Wyczółkowskiego wykonany techniką olejną na płótnie w 1892 wystawiony w Muzeum Narodowym w Krakowie. Podobny obraz tego samego autora z tym samym tytułem znajduje się w Muzeum Narodowym w Warszawie.

## Opis obrazu
Obraz został namalowany jako studium przygotowawcze do większego dzieła. Z tego powodu był malowany w sposób bardzo szkicowy, przy użyciu swobodnych pociągnięć pędzla, bez uwzględniania szczegółów.
Druid Skamieniały powstał w 1892 roku i po raz pierwszy został wystawiony w Salonie Aleksandra Krywulta oraz w Towarzystwie Zachęty Sztuk Pięknych. U krytyków obraz ten wzbudził ogromne zaciekawienie oraz entuzjastyczne reakcje. Tygodnik Ilustrowany pisał:

[...] pod względem pomysłu zarówno, jak i wykonania, było to dzieło niepospolite i wyjątkowo efektowne […] „Druid skamieniały” stanowił jedno z najcelniejszych dotąd dzieł artysty i pięknie znowu zaświadczył o ciągłym postępie i rozwoju tego prawdziwego i oryginalnego talentu.

Omawiana kompozycja jest pejzażem. Dolna część obrazu do połowy obrazu przedstawia przechylone na bok dwa brązowe odłamy skalne z akcentami szarości i zieleni. Przecina je biegnąca na ukos od prawego dolnego rogu, do połowy lewej krawędzi obrazu, jasna linia prześwitującego płótna, możliwe że ścieżka. W środku kompozycji wyrasta wysoka, zatęchła skała, której szczyt sięga prawie do górnej krawędzi płótna. Głaz ma nawiązywać do starego brodatego mężczyzny o długich włosach. Tą postacią ma być tytułowy druid. Lewa "ręka" jest ucięta do "ramienia", w drugiej zaś ma harfę lub lirę. W tle rozciąga się step porośnięty trawą. Rozbielony zielenią i błękitem krajobraz. Za postacią druida znajdują się kolejne fragmenty skał. Wzdłuż górnej krawędzi ciągnie się szaroniebieskie niebo. W obrazie dominują zielenie i brązy z domieszkami błękitu i szarości.